# غاي ويليامز (كرة سلة)
غاي ويليامز (بالإنجليزية: Guy Williams)‏ مواليد 1 يوليو 1960 في لوس أنجلوس، هو لاعب كرة سلة أمريكي معتزل. تم اختياره من قبل فريق واشنطن ويزاردز خلال الدرافت. يبلغ طوله 6 قدم 9 بوصة (2.1 م). لعب مع واشنطن ويزاردز وغولدن ستايت ووريورز.

## روابط خارجية
- غاي ويليامز على موقع إن بي أي (الإنجليزية)
- غاي ويليامز على موقع سبورتس رفرنس (الإنجليزية)
- غاي ويليامز على موقع كلية كرة السلة في سبورتس رفرنس.كوم (الإنجليزية)
- غاي ويليامز على موقع ريلجم (الإنجليزية)
- غاي ويليامز على موقع بروبوليرز (الإنجليزية)